# جون به سو
جون به سو (کره‌ای: 전배수؛ زادهٔ ۲ ژوئن ۱۹۷۰) بازیگر تئاتر، فیلم و تلویزیون اهل کره جنوبی است. او به خاطر ایفای نقش مکمل در فیلم‌ها و مجموعه‌های تلویزیونی متعددی شناخته می‌شود. او بیشتر به خاطر این کارهایش شناخته می‌شود: مجموعه تلویزیونی سال ۲۰۱۶ کی۲، مجموعه کمدی رمانتیک سال ۲۰۱۹ وقتی کاملیا شکوفا می‌شود، مجموعه تاریخی کمدی رمانتیک سال ۲۰۲۰ آقای ملکه، و مجموعه نتفلیکس ما همه مرده‌ایم. او در بیش از ۵۰ کار تلویزیونی، تئاتر و سینمایی حضور پیدا کرده است. در سال ۲۰۲۲، او در مجموعه‌های تلویزیونی ردیاب و پیش‌بینی عشق و آب‌وهوا ایفای نقش کرده است.